# Burgergemeinde Nidau

Logo der Burgergemeinde Nidau

Organigramm der Burgergemeinde Nidau

Die Burgergemeinde Nidau ist die Burgergemeinde der Stadt Nidau in der Schweiz.
Sie ist eine durch die Verfassung des Kantons Bern garantierte öffentlich-rechtliche Körperschaft und besteht als so genannte Personengemeinde aus 91 Stimmberechtigten (2011).

## Aufgaben
Der Burgergemeinde stehen zu
- die Zusicherung oder Erteilung des Gemeindebürgerrechts in der Form des Burgerrechts;
- die Erfüllung ihrer weiteren angestammten Aufgaben;
- die Verwaltung ihres Vermögens und
- die Besorgung von Aufgaben, die ihr durch besondere Vorschriften übertragen wurden.

## Organisation
Die Organe sind
- die Stimmberechtigten
- die Behörden (Burgerrat und ständige Kommissionen)
- der Angestellte mit Verfügungskompetenz

Die Burgergemeinde zählte am 31. Dezember 2011 insgesamt 91 stimmberechtigte Burgerinnen und Burger. Stimmberechtigt ist, wer seinen Wohnsitz im Verwaltungskreis Biel/Bienne hat. Das Burgerrecht der Stadt Nidau kann durch behördlichen Beschluss in der Form der Erteilung, Zusicherung, Schenkung, Wiedereinbürgerung oder erleichterte Einbürgerung erworben werden. Der Burgerrat besteht mit seiner Präsidentin oder seinem Präsidenten aus neun Mitgliedern.
Die Burgergemeinde führt einen eigenen Renten- und Stipendienfonds. Dieser bezweckt die Ausrichtung von Zusatzrenten an die Bezüger von AHV- und IV-Renten und Ausbildungsbeiträgen. Anspruch auf die Ausrichtung der beschriebenen Leistungen haben Burgerinnen und Burger mit Wohnsitz im Verwaltungskreis Biel/Bienne.

## Besitzungen

### Wald
Die Burgergemeinde Nidau besitzt und bewirtschaftet 200 Hektaren Wald. Die Waldungen liegen in den Aussengemeinden und befinden sich teilweise seit über 500 Jahren im Besitz der Stadt Nidau. Die grösste zusammenhängende Fläche befindet sich am Jurasüdfuss gegenüber Nidau beim Nidauberg und entspricht der Fläche des gesamten Gemeindegebiets der Stadt Nidau. Seit 1997 stellt die Burgergemeinde mit dem erwirtschafteten Holz Hackschnitzel her, welche anschliessend in der eigenen Wärmeaufbereitungsanlage verfeuert werden. Mit der Waldbewirtschaftung erfüllt die Burgergemeinde eine ihr vom Staat übertragene Aufgabe.

### Land
Nebst den Waldungen besitzt die Burgergemeinde Nidau auch Land. Verschiedene Parzellen wurden für den sozialen Wohnungsbau im Baurecht abgegeben. 15 Hektaren Kulturland in den Aussengemeinden sind an verschiedene Landwirte verpachtet. Weitere Pachtparzellen befinden sich am See und wurden zum Beispiel an die Eidgenössische Hochschule für Sport Magglingen verpachtet.

### Liegenschaften
Das Rathaus der Burgergemeinde Nidau befindet sich mitten im Städtchen. Erstmals Erwähnung findet das Rathaus in den Jahren 1443/1445 (Nidau hat ein nüwes rathus). Beim Stadtbrand von 1513 wurde das Rathaus grösstenteils zerstört, 1752 wurde es neu erstellt. Nach dem Wiederaufbau wurden kleinere und grössere Umbau- und Umnutzungsarbeiten durchgeführt. Dabei trat Alexander Ludwig von Wattenwyl, Landvogt von Nidau, als wohlwollender Mäzen auf. 1858, zur Zeit der Helvetik, blieb die Burgergemeinde auch nach dem Ausscheidungsvertrag zwischen der Burger- und der Einwohnergemeinde Eigentümerin des Rathauses. Es diente nun auch als Versammlungsort und Archiv der Einwohnergemeinde Nidau. Verschiedene Renovationen veränderten den schlichten Barockbau seither nur noch unwesentlich. 1994 wurde das Rathaus umfassend saniert und restauriert.
1972 erstellte die Burgergemeinde im Quartier Burgerbeunden das Burgerhaus, ein Hochhaus mit 55 Wohnungen, einer Arztpraxis und einem Ladenlokal. Im Jahr 1964 erwarb die Burgergemeinde im Unterwalliser Troistorrents ein Ferienhaus. Das Châlet Riana wird vermietet. Am Nidauberg bei Tüscherz-Alfermée besitzt die Burgergemeinde die Forstliegenschafte «Güetli» und im Jensberg bei Port ein Blockhaus. Währenddem im «Güetli» ein Forstwart mit seiner Familie lebt, diente das Waldhaus im Jensberg ursprünglich als geschlossener Unterstand für Waldarbeiter.

## Kultur
Die Burgergemeinde Nidau unterstützt Personen, Organisationen oder Institutionen, die der Allgemeinheit dienen.

## Geschichte
Die Stadt Nidau wurde im rechtlichen Sinne 1338 gegründet. Schon vor deren Gründung war die Rede von Sessleuten zu Nidau. Damit waren nicht die Bewohner des Schlosses Nidau gemeint, sondern Schiffsleute, Fischer, Bauern und Handelsbeflissene, deren Wohnsitz sich ausserhalb des Schlosses auf dem Gebiet von Nidau befand. Nidau war wie andere Städte zu dieser Zeit eine sogenannte Gründungsstadt. Ihre Bewohner mussten also zum allergrössten Teil von auswärts herbeigezogen werden. Daher kann angenommen werden, dass die Mehrzahl gräfliche Untertanen aus dem Herrschaftsgebiet waren und durch besondere Gunst ihres Herrn auf diese Weise frei wurden. Aber auch bischöfliche Leute waren in nicht unbedeutender Zahl darunter. Weniger zahlreich waren Dienstadelige (Dienstadel) des Stadtherrn. Dies mag daran liegen, dass der Bau des Städtchens verhältnismässig spät erfolgte. Es gab auch vermögende Leute, die das Städtchen zum Wohnsitz auserwählten. Der Grossteil der Zugezogenen waren aber vermutlich Unfreie (Leibeigenschaft), die mit dem Zuzug eine bedeutende Besserstellung in wirtschaftlicher und sozialer Hinsicht erzielten. Soweit die unfreien Gotteshausleute dem Bischof angehörten, war ihre zukünftige Stellung teilweise zum Voraus geregelt worden. Die Leute des Grafen konnten dagegen wohl ohne weiteres freie Stadtbürger werden. Anders verhielt es sich mit Leibeigenen (Leibeigenschaft) oder Hörigen aus anderen Herrschaftsgebieten. Für solche kam der Wohnsitzwechsel in die Stadt Nidau wohl meist einer Flucht oder einer Entziehung gleich. Wurden sie nicht innert der Frist von Jahr und Tag von ihrem Herrn zurückgefordert, so verlor dieser allen Anspruch auf sie. Nach dem zähringschen Recht, welches als das älteste Stadtrecht für Nidau angesehen werden kann, konnte jeder Mensch, der in die Stadt Nidau kam und da blieb, frei wohnen. Von da stammt der Ausdruck «Stadtluft macht frei!».
Die ersten Stadtbewohner werden in ihrer Gesamtheit mit wenigen Ausnahmen die Bürgerschaft von Nidau gebildet haben. Ein erstgenannter Nidaubürger war Niclaus Weiblen von Hermaringen. Schon im frühen 1348 wurde in Urkunden festgehalten, ob einer nur Einsasse sei oder das Bürgerrecht besitze. Die gesellschaftliche Stellung hing nebst der Familienabstammung bedeutend vom jeweiligen Besitz ab. Alle jene Stadtbewohner, die über keinen Grundbesitz (Haus oder Land) verfügten, galten bloss als sogenannte Hintersassen, Einsassen («Insassen»). Die Einsassen, welche sich in Nidau niederliessen, waren meist Handwerker und Gewerbetreibende. Obschon sich Bürger wie Einsassen in der gleichen Pflicht des Gehorsams gegen die Obrigkeit befanden, besassen die Bürger besondere Vorrechte. Diese zeigten sich in Bezug auf die Wahlfähigkeit der Räte und die Zugehörigkeit zur Gesellschaft (Zunft), aber auch vor dem Gerichte war der Bürger sowohl gegenüber dem Einsassen als dem Fremden bevorzugt.
Eine letzte Kategorie von Städtzugehörigkeit waren die Ausburger. Während jeder, der nicht innerhalb der Stadt wohnte, als «usser» bezeichnet wurde, waren die Ausburger solche, welche das Stadtbürgerrecht (respektive Burgerrecht) erworben hatten, aber nicht in der Stadt Nidau selbst ihren wirklichen Wohnsitz hatten. Ausburger waren in Nidau bis Ende des 15. Jahrhunderts eine Seltenheit. Dann aber nahm ihre Anzahl markant zu. Dies weil 1484 die Obrigkeit sämtlichen noch verbleibenden Eigenleuten der Landvogtei Nidau gestattet hatte, sich von der Unfreiheit loszukaufen. Diese Freigewordenen waren aus politischen Gründen verpflichtet worden, in einer Stadt Burgerrecht zu nehmen, das hiess in diesem Falle Ausburger zu werden.
Da viele Insassen früher oder später Bürger und damit nutzungsberechtigt wurden, stellte die Stadt Nidau 1517 an die Obrigkeit das Gesuch, von Neuhinzuziehenden ein Einzugsgeld verlangen zu dürfen. Am Anfang war der Erwerb des Bürgerrechts Nidau mit keinen besonderen Schwierigkeiten verbunden. Mit Verfall des Gemeingeistes und dem wachsenden Hervortreten des Egoismus bei der Burgerschaft bildete sich aber ein immer fühlbarerer Gegensatz zwischen Stadt- und Dorfbewohnern heraus. Dies war begreiflicherweise Resultat davon, dass die Burgergemeinde über Jahrhunderte hindurch zusammenhalten musste, damit ihr das oft mühselig erworbene Vermögen nicht einfach weggenommen wurde.
Die Kompromisslösung, welche in den Gemeindegesetzen der Helvetik getroffen wurde, gilt bis heute: Die sogenannte Einwohnergemeinde, die als politische Gemeinde den Wahl- und Abstimmungskörper bildet, besteht aus allen niedergelassenen Bürgerinnen und Bürgern von Nidau. Die Nutzung des Gemeindeguts blieb aber den alteingesessenen Ortsbürgern vorbehalten, die in der Burgergemeinde Nidau zusammengefasst wurden.

## Personen
- Mathäus Funk, Ebenist
- Johann Friedrich Funk, Bildhauer (* 1706)
- Johann Friedrich Funk, Bildhauer (* 1745)
- Daniel Funk, Uhrmacher
- Pagan Abraham Pagan, Stadtschreiber und Chronist von Nidau
- Eduard Müller, Bundesrat
- Ulrich Ochsenbein, vermutlich 11. November 1811, † 3. November 1890, Anführer des zweiten Freischarenzugs, Regierungsrat des Kantons Bern, Bundesrat